# سوغان‌لو (پیرانشهر)
سوغان‌لو (پیرانشهر)، روستایی است از توابع بخش مرکزی و در شهرستان پیرانشهر استان آذربایجان غربی ایران.

## جمعیت
این روستا در دهستان پیران قرار داشته و بر اساس سرشماری سال ۱۳۸۵ جمعیت آن ۷۰۰ نفر (۹۵ خانوار)
بوده‌است.